# Dyrfjöll
Die Dyrfjöll (isl. Türberge) sind ein Gebirge im Nordosten Islands.
Dieser Gebirgszug liegt westlich von Bakkagerði im Borgarfjörður eystri in der Gemeinde Múlaþing.

## Name
Ihren Namen Türberge haben sie von dem Einschnitt Dyr, 856 m hoch, der wie ein Tor geformt ist.

## Nähere Beschreibung der Dyrfjöll
Das Gebirge gehört zu den ältesten Teilen Islands und entstand vor etwa 12 Millionen Jahren, als dieser Teil der Insel über dem Hot Spot lag.
Der höchste Gipfel ist der Súlur im Ytra-Dyrfjall mit einer Höhe von 1137 m. Er kann von der Seite des Borgarfjörður eystri bestiegen werden, was zuerst 1952 geschah und zwar durch drei Einheimische u. a. Jón Sigurðsson von Sólbakki.
Ein niedrigerer Gipfel, Dyrfjallstindur (1025 m), wird des Öfteren von derselben Seite aus bestiegen. Erstbesteiger und damit auch der Dyrfjöll waren wohl Norweger kurz nach 1900.
Von der Seite des Borgarfjörður reicht das Tal Jökuldalur bis unter den Dyr (dt.Tür) genannten Einschnitt. Dessen Grund ist im oberen Teil vergletschert.
Auf der nördlichen Seite zum Fljótsdalshérað erkennt man deutlich die Spuren eines bedeutenden, durch die Gletschererosion während der Eiszeit verursachten Bergsturzes. Zu diesem sog. Stórurð führen Wanderwege. Der Bergsturz hat eine Länge von 4 bis 5 km. Die größten Gesteinsbrocken haben den Umfang eines großen Hauses.

## Zentralvulkan aus dem Tertiär
Der Zentralvulkan Dyrfjöll entstand im Tertiär und besteht aus verschiedenen deutlich voneinander abgegrenzten Lagen.
Fünf verschiedene Phasen des Aufbaus wurden festgestellt:
Zunächst entstanden die Basaltschichten die zuunterst sichtbar werden etwa an den steilen Erosionshängen der sog. Njarðvíkur Skriður, die an der Südseite des Bergmassivs steil ins Meer abfallen. Die einzelnen Lavaschichten sind vermutlich die Hänge eines Schildvulkans hinabgeströmt.
Die nächste Phase produzierte stark SiO2-haltige Gesteine sowohl als Intrusionen als auch als Lava- und Ascheschichten. Man erkennt einige derartige Rhyolith-Intrusionen in den Basaltlagen z. B. oben im Skjaldarfjall. An manchen Stellen, wo Liparitlaven austraten, findet sich auch Obsidian, z. B. in den obersten Schichten des Grjótfjall. Besonders guten Einblick in die bis zu 200 m dicken Rhyolith-Schichten bietet die Schlucht Hvannagil. Dazwischen entdeckt man auch Ignimbrite und Holzkohlelagen.
Während der dritten aktiven Phase des Vulkans produzierte er wieder hauptsächlich Basalt, der allerdings manchmal von intermediärem Islandit- und Dazit-Gestein durchbrochen ist.
In der vierten Phase entstand in einem großen explosiven Ausbruch eine kleine Caldera an der Stelle, an der sich heute die Dyrfjöll befinden. Der Ausbruch schlug sich vor allem in dicken Ignimbritschichten nieder. Nur ein kleiner Teil dieser Caldera existiert noch in Form des Tindfell südlich von den Dyrfjöll.
Nachdem die Magmakammer in sich zusammengesunken war, bildete sich auf dem Calderaboden ein See und in diesem entstanden schließlich in einem Ausbruch unter Wasser die heutigen Dyrfjöll, die vor allem aus Palagonit und Kissenlaven bestehen.
Die Ausbrüche hielten noch weiter an bis vor ca. 3 Millionen Jahren. Anschließend prägten die Erosionskräfte der Eiszeitgletscher die Landschaft.

## Verkehrsanbindung
Bis in die Mitte des 20. Jahrhunderts galt die Gegend um den Borgarfjörður eystri als eine der abgelegensten in ganz Island. Dies besserte sich allerdings merklich mit der Fertigstellung des Borgarfjarðarvegurs  über den Pass Vatnskarð im Jahre 1954.

## Pflanzenwuchs
Noch in Höhen oberhalb von 1100 Meter wurden 17 Blumenarten gefunden.